# Copa spinosa
Copa spinosa är en spindelart som beskrevs av Simon 1896. Copa spinosa ingår i släktet Copa och familjen flinkspindlar.
Artens utbredningsområde är Sri Lanka. Inga underarter finns listade i Catalogue of Life.